# Eusebio Poncela
Eusebio Poncela, né à Madrid le 15 septembre 1947, est un acteur espagnol. Forgé dans le théâtre de la fin du franquisme, sa participation à des séries à succès et ses liens avec le cinéma d'auteur en font l'un des acteurs les plus représentatifs de la Transition espagnole et des premières années de la démocratie après la mort de Franco.

## Biographie
Issu d'un milieu ouvrier, il grandit dans le quartier populaire de Vallecas. Déterminé à devenir comédien, il intègre une école d'art dramatique mais en est déçu, et se considérera toujours comme un acteur autodidacte.
En 1967 avec la pièce Mariana Pineda, puis en 1968 avec Marat-Sade, qui obtient un grand succès, Poncela établit et consolide sa carrière d'acteur de théâtre au sein de la compagnie d'Adolfo Marsillach.
En 1969, il apparaît pour la première fois dans un long métrage de cinéma, Fuenteovejuna, puis obtient son premier rôle principal dans La muerte de Escorpión, mais ce n'est qu'en 1979 qu'il parvient à se démarquer avec Arrebato d'Ivan Zulueta, qui fera de lui un acteur emblématique,. Il appartient à la génération d'acteurs apparus au moment de la transition démocratique espagnole et de la movida, et tourne avec des réalisateurs originaux tels qu'Eloy de la Iglesia (La semana del asesino), Iván Zulueta (Arrebato, Párpados) ou Pedro Almodóvar (Matador, La Loi du désir). 
Sa vie privée agitée (bisexualité, drogue, scandales) et ses rôles volontiers atypiques lui donnent longtemps la réputation d'être un acteur marginal, égocentrique et hermétique. Certains réalisateurs, dont Pedro Almodóvar, se plaignent de tournages difficiles. Ce faisant, les offres s'espacent et l'exigeant acteur est obligé d'accepter des rôles alimentaires.
Souffrant de la situation, Poncela part en Antarctique, puis s'installe un temps chez ses amis Cecilia Roth et Fito Páez, à Buenos Aires. Là, il retrouve aussi Adolfo Aristarain pour qui il avait tourné dix ans plus tôt huit enquêtes de Pepe Carvalho. Le fameux réalisateur argentin lui offre en 1997 un rôle sur mesure, celui de l'acteur bisexuel Dante, dans Martín (Hache). L'interprétation sensible de Poncela lui vaut plusieurs prix, une nouvelle reconnaissance critique et publique, et l'occasion de reprendre sa carrière.
Désormais assagi, c'est un acteur incontournable au théâtre, au cinéma et à la télévision espagnole.

## Filmographie sélective
- 1972 : La semana del asesino d'Eloy de la Iglesia - Néstor
- 1979 : Arrebato de Iván Zulueta – José Sirgado
- 1979 : Ogro de Gillo Pontecorvo – Txabi
- 1986 : Matador de Pedro Almodóvar – Commissaire del Valle
- 1986 : Le Privé (Las Aventuras de Pepe Carvalho), de Adolfo Aristarain – Pepe Carvalho
- 1987 : La loi du désir de Pedro Almodóvar – Pablo Quintero
- 1988 : El Dorado de Carlos Saura – Fernando de Guzmán
- 1993 : Le Roi ébahi de Imanol Uribe – Comte de la Peña Andrade
- 1997 : Martín (Hache) de Adolfo Aristarain – Dante
- 2001 : Intacto de Juan Carlos Fresnadillo – Federico
- 2002 : 800 Balles de Álex de la Iglesia – Scott
- 2006 : Los Borgia de Antonio Hernández – Giuliano della Rovere
- 2009 : Je viens avec la pluie de Trần Anh Hùng – Vargas
- 2014 : Isabel de Jordi Frades – Francisco Jiménez de Cisneros
- 2015 : Carlos, rey emperador de Oriol Ferrer – Francisco Jiménez de Cisneros

## Distinctions

### Récompenses
- Fantasporto 1979 : Prix du meilleur acteur pour Arrebato
- Prix Sant Jordi 1997 : meilleur acteur pour Martín (Hache)
- Condor d'argent 1997 : meilleur acteur pour Martín (Hache)
- festival de Biarritz 1997 : meilleur acteur pour Martín (Hache)

### Nominations
- Prix Goyas 2001 : Goya du meilleur acteur pour Intacto